# Battlefront (игра, 2007)
Battlefront — пошаговая стратегическая компьютерная игра, разработанная компанией Strategic Studies Group и выпущенная Matrix Games в 2007 году для Microsoft Windows. Игра представляет собой варгейм с управлением на уровне батальонов и повествует о событиях Второй мировой войны.

## Сюжет
Игра содержит 4 отдельных сценария: Битва при Газале, «Огород», высадка морской пехоты США в Сайпане и Новороссийская операция.

## Игровой процесс
Игра создана на движке «Decisive Battles of World War II». Главным отличием Battlefront от игр этой серии —  управлением на уровне батальонов, а не полков. Цель игры — набрать наибольшее количество очков победы на момент окончания сценария, удерживая ключевые позиции или доминируя над противником. Такие параметры как снабжение, туман войны, погода и подкрепления могут быть изменены для каждого сценария.

## Отзывы
Обозреватель сайта Absolute Games Константин Фомин поставил игре 75 баллов из 100, похвалив геймплей, но раскритиковав устаревшую графику, отсутствие обучающих миссий и малое количество нововведений по сравнению с «Decisive Battles of World War II». По его мнению, смена масштаба не привнесла в игровую механику ничего нового.
Рецензент журнала Armchair General Ларри Левандовски дал игре положительный отзыв, заключив, что Strategic Studies Group выпустили игру, которая привлечет широкую аудиторию варгеймеров и останется на многих жестких дисках. Тем не менее, он отметил, что игре не хватает документации и исторических описаний сценариев. Сайт The Wargamer присудил Battlefront награду за превосходное качество. По мнению обозревателя сайта Кена Трейса, разработчики нашли баланс между реализмом и развлечением.